# I’m OK
«I’m OK» (с англ. — «Я в порядке») — песня российской панк-поп-рэйв-группы Little Big, выпущенная 14 июня 2019 года лейблами Warner Music Russia и Little Big Family.

## Видеоклип
Видеоклип на песню вышел одновременно с синглом. Действие в клипе происходит в баре: Ильич приходит в бар, выпивает алкоголь и пытается познакомиться с девушкой, но терпит неудачи. Параллельно ему, Софья Таюрская также пытается познакомиться с мужчиной, но тоже терпит неудачи. К концу клипа они покидают бар вместе. Помимо участников группы, в клипе также присутствуют другие знаменитости, такие как Юрий Музыченко (фронтмен The Hatters), Арсений Попов (участник шоу Импровизация), Николай Киселёв (совладелец бара El Copitas, входящего в топ-30 баров мира) и другие. Режиссёрами клипа выступили Илья Прусикин и Алина Пязок. За первые сутки клип собрал около 5 миллионов просмотров и занял первую позицию трендов YouTube в России. Популярность клипа породила новый флешмоб от Little Big.

## Награды и номинации
| Год  | Премия                    | Категория                                         | Результат | И     |
| ---- | ------------------------- | ------------------------------------------------- | --------- | ----- |
| 2020 | Top Hit Music Awards 2020 | Лучший клип на YouTube в России (смешанный вокал) | Ожидается | [ 8 ] |

## Участники записи
- Илья «Ильич» Прусикин — вокал
- Софья Таюрская — вокал

### Производство[1]
- The Hatters — продюсер
- Денис Цукерман — продюсер
- Виктор Сибринин — продюсер
- Илья Прусикин — продюсер
- Анастасия Антипова — исполнительный продюсер

## Чарты
| Чарт (2020)      | Высшая позиция |
| ---------------- | -------------- |
| YouTube Music    | 1              |
| Top YouTube Hits | 1              |
| Яндекс.Музыка    | 5              |
| Zvooq.online     | 8              |

| Чарт (2019)     | Лучшая позиция |
| --------------- | -------------- |
| Россия (Tophit) | 76             |